# Okręg Jonzac
Okręg Jonzac (fr. Arrondissement de Jonzac) – okręg w zachodniej Francji. Populacja wynosi 54 100.

## Podział administracyjny
W skład okręgu wchodzą następujące kantony:
- Archiac,
- Jonzac,
- Mirambeau,
- Montendre,
- Montguyon,
- Montlieu-la-Garde,
- Saint-Genis-de-Saintonge,
- Gemozac,
- Pons.